# 邁氏胸棘鯛
邁氏胸棘鯛輻鰭魚綱金眼鯛目燧鯛亞目燧鯛科的其中一種，分布於東南大西洋及西印度洋區，從南非好望角至Delagoa灣海域，棲息深度273-525公尺，體長可達14.7公分，棲息在深水域，無經濟價值。

## 擴展閱讀
維基物種上的相關：邁氏胸棘鯛